# カステッラッツォ・ノヴァレーゼ
カステッラッツォ・ノヴァレーゼ（伊: Castellazzo Novarese）は、イタリア共和国ピエモンテ州ノヴァーラ県にある、人口約300人の基礎自治体（コムーネ）。

## 地理

### 位置・広がり
| 隣接するコムーネは以下の通り。 - ブリオーナ - カザレッジョ・ノヴァーラ - マンデッロ・ヴィッタ - シッラヴェンゴ |